# Campionati europei di 470 1994
I Campionati europei di 470 1994 si sono svolti a Röbel, in Germania, dal 5 al 12 giugno 1994.

## Podi
| Evento        | Oro                                       | Argento                                 | Bronzo                                     |
| 470 Open      | Italia Matteo Ivaldi Michele Ivaldi       | Regno Unito John Merricks Ian Walker    | Spagna Jordi Calafat Kiko Sánchez          |
| 470 Femminile | Spagna Theresa Zabell Begoña Vía Dufresne | Germania Tanja Stemler Susanne Bergmann | Germania Susanne Bauckholt Katrin Adlkofer |

## Medagliere
| Posiz. | Nazione     | Oro | Argento | Bronzo | Totale |
| ------ | ----------- | --- | ------- | ------ | ------ |
| 1      | Spagna      | 1   | 0       | 1      | 2      |
| 2      | Italia      | 1   | 0       | 0      | 1      |
| 3      | Germania    | 0   | 1       | 1      | 2      |
| 4      | Regno Unito | 0   | 1       | 0      | 1      |
| Totale | Totale      | 2   | 2       | 2      | 6      |